# لوناخود 2
لوناخود 2 (بالروسية: Луноход-2) هي عربة فضائية غير مأهولة أرسلها الاتحاد السوفيتي في 11 يناير 1973 إلى القمر كجزء من برنامج لوناخود.